# Atimura strandi
Atimura strandi es una especie de escarabajo del género Atimura, familia Cerambycidae. Fue descrita científicamente por Breuning en 1940.
Se distribuye por la India. Posee una longitud corporal de 6 milímetros.